# Macroglossum angustifascia
Macroglossum angustifascia är en fjärilsart som beskrevs av Felix Bryk 1944. Macroglossum angustifascia ingår i släktet Macroglossum och familjen svärmare. Inga underarter finns listade i Catalogue of Life.